# Wienervals

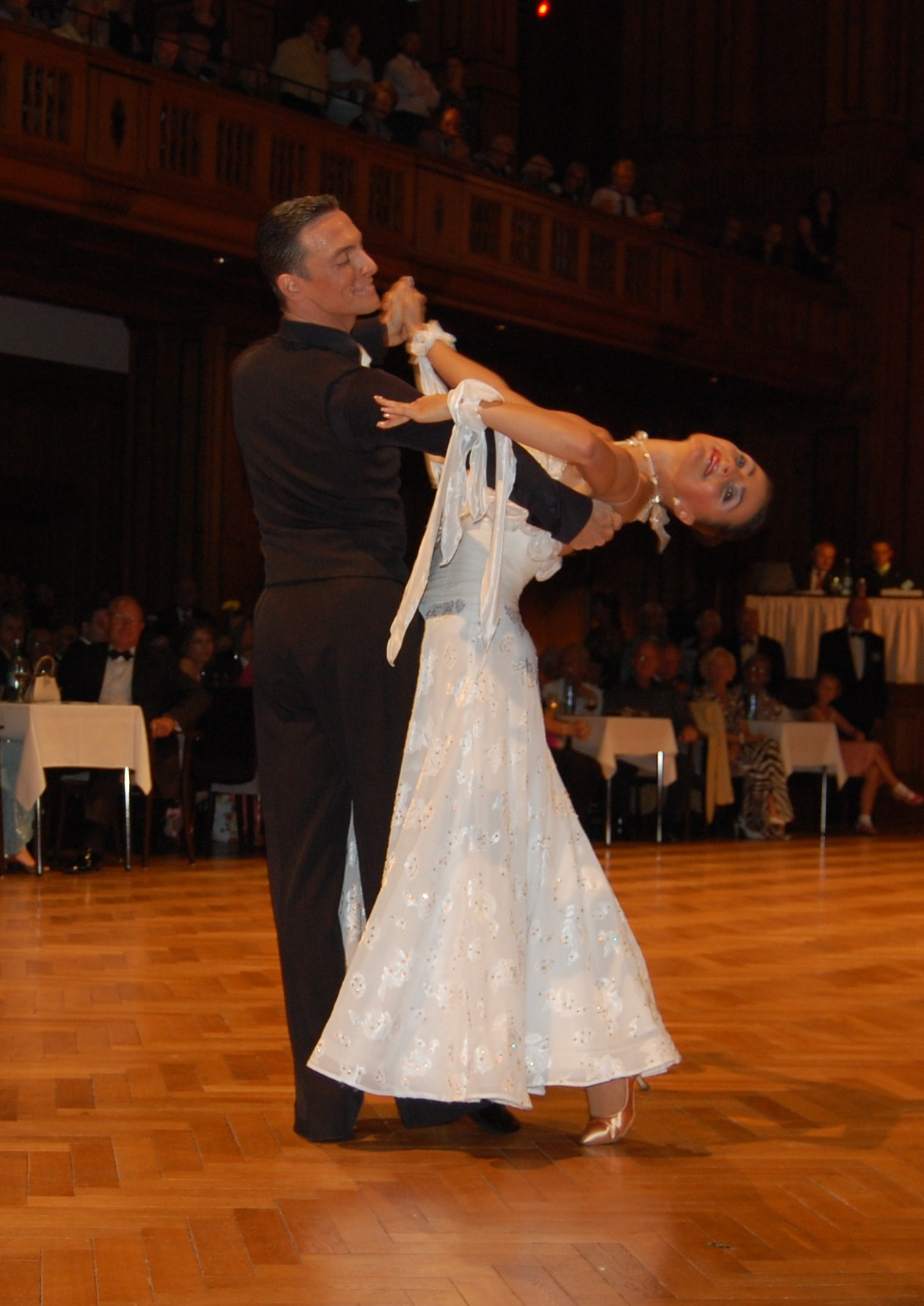
Wienervals.

Wienervals är, som namnet säger, en variant av vals (dvs den går i 3-takt). Wienervals är en snabb, elegant vals som gärna dansas till konstnärligt högkvalitativ musik.
Föregångaren till wienervals är ländler, som kom 1690. Ländler var från början långsam vals, men en period under andra hälften av 1700-talet blev ländler snabb och blev föregångaren till wienervals, som kom då. Under 1800-talet var ländler åter långsam.
Wienervals var väldigt stor under 1800-talets andra hälft och som namnet även säger främst i Wien. Under en wienervals, som består av högervarv, vänstervarv, framåtsteg samt bakåtsteg, avverkas ett varv på två takter (dvs sex steg).
Wienervals finns i två varianter: en folklig enkel och en avancerad.
För den som kan höger och vänstervändning i engelsk vals är den folkliga varianten av wienervals lätt att lära sig. I denna variant dansar man flera högervändningar i följd, därefter en tur som på engelska heter Forward Hesitation on Right Foot, därefter flera vänstervändningar i följd och så Forward Hesitation on Left Foot.
En kompositör som skrev musik till wienervals var  Josef Lanner. En annan var Johann Strauss d.y. vars An der schönen blauen Donau blivit något av en signaturmelodi för dansen, som är mest utbredd i Österrike.

## Fotnoter
1. ↑  ”wienervals - Uppslagsverk - NE.se”. www.ne.se. https://www.ne.se/uppslagsverk/ordbok/svensk/wienervals. Läst 11 januari 2022. [inloggning kan krävas]
2. 1 2  ”wienervals - Uppslagsverk - NE.se”. www.ne.se. https://www.ne.se/uppslagsverk/encyklopedi/enkel/wienervals. Läst 11 januari 2022. [inloggning kan krävas]
3. ↑  Ländler streetswing.com
4. ↑  Alex Moore, Ballroom Dancing, A&C Black, London